# Мысличин
Мысличин (пол. Myśliczyn) — остановочный пункт в деревне Быковице (пол. Bykowice) в гмине Пакославице, в Опольском воеводстве Польши. Имеет 1 платформу и 1 путь.
Остановочный пункт на железнодорожной линии Ныса — Гродкув-Слёнски — Бжег.